# Zoltán Kiss
Zoltán Kiss (ur. 18 sierpnia 1980 w Püspökladány) – węgierski piłkarz, występujący na pozycji pomocnika.